# Řehoř II.
Svatý Řehoř II. (669 Řím – 11. února 731 Řím) byl papežem od 19. května 715 (udává se i 21. březen 716) až do své smrti. Katolická církev slaví jeho svátek 11. února.
Řehoř II. má značné zásluhy na christianizaci Německa, kam vyslal kněze uspořádat církevní organizaci a sv. Bonifáce pověřil velmi potřebnou misijní činností. Díky tomu se německojazyčné kraje více přimkly k latinskému kulturnímu okruhu.

## Duchovní dráha
Budoucí papež byl k duchovnímu stavu od mládí vychováván v lateránské pěvecké škole. Papežem Sergiem byl jako podjáhen jmenován sacellariem (úředníkem pověřeným správou pokladny) a papežským bibliotekářem. Po vysvěcení na jáhna doprovázel papeže Konstantina do Cařihradu k císaři a tam získal při jednání o kánony trullanské mimořádný věhlas. Po Konstantinově smrti se během měsíce a 10 dnů stal hlavou církve jako první Ital po sedmi řeckých a syrských papežích.

## Papežem
Řehoř II. byl obezřetný, rázný a vyznačoval se velkým rozhledem. Nemalé problémy mu při působení v čele církve činila politika byzantského císaře Leona III. Syrského, z něhož se stal pronásledovatel svatých obrazů a ničitel výtvarného umění v chrámech. Obrazy měly sloužit zejména nevzdělaným lidem místo knih. Ti, kteří obrazy napadali, se hájili tvrzením, že nadpřirozených věcí nelze pozemským uměním vystihnout a že prostý lid uctívá obrazy modlářsky. Císař, který kdysi býval obchodníkem s dobytkem a pak vojákem, se snadno nechal přemluvit k ničitelskému dílu a boj proti obrazům se mu jevil vítanou příležitostí pro upevnění jednoty říše. Biskupové, kteří vzdorovali císařskému rozkazu, byli sesazováni. Papež se jich zastával a způsobil si ve vztazích s císařem nejednu nepříjemnost. Mimo jiné mu psal: „Tak jako papež nemá dohlédacího práva nad císařským palácem a nad udělováním světských úřadů, tak také císař nemá dohlédacího práva nad církví a nad udělováním církevních úřadů. Každý ať zůstane u povolání, do kterého byl ustanoven od Boha.“ Císař na jeho slova nedbal a chtěl se ho dokonce zmocnit vojenskou silou, ale neuspěl. K boji proti obrazům brzy přibyl i boj proti úctě svatých vůbec a nakonec se obrazoborci vrhli na ničení klášterů.
Ze sporu mezi papežem a císařem se rozhodl těžit langobardský král Liutprand, který dobyl Ravennu a táhl na Řím. Jen papežovy dopisy a státnické umění poslů přiměly Liutpranda, že ustoupil od svého úmyslu a daroval ještě papeži město Sutri. Papež diplomacií získal Benátčany a dostal Langobardy z Ravenny. Král si to nechtěl nechat líbit a na chvíli se spojil s císařem proti Římu. V roce 729 se tak langobardské vojsko dostalo až do roviny u samého Andělského hradu a zdálo se, že Řím je bezmocný. Řehořovi II. se však výmluvností podařilo pohnout Liutpranda k míru. Král se nechal papežem dovést k hrobu sv. Petra a jako dar tam položil svou královskou korunu i plášť. Smířil se s papežem a vyprosil si zrušení exkomunikace.
Řehoř II. pozvedl v Itálii řeholní život a dbal mimo jiné i o kázeň v řeholních domech. Obnovil opatství montecassinské, které 130 let leželo v troskách, a další kláštery v Římě. Pečoval i o obnovu a výzdobu některých římských kostelů. Zemřel po pontifikátu trvajícím patnáct let a necelých devět měsíců.

## Odkazy

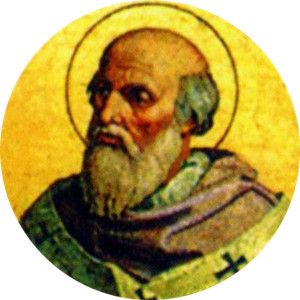
Portrét papeže sv. Řehoře II. v bazilice sv. Pavla za hradbami

### Reference

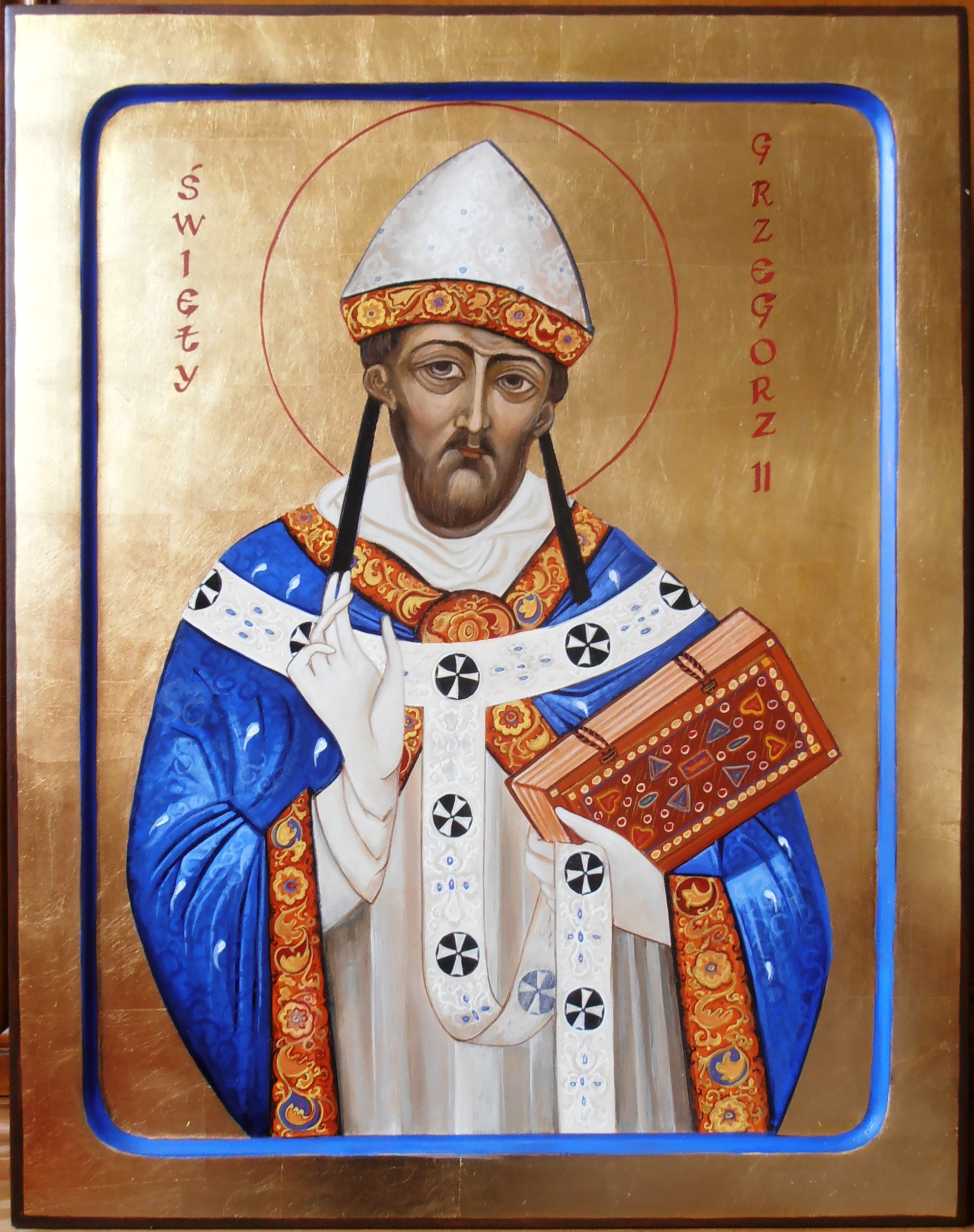
Ikona papeže sv. Řehoře II.